# Bogno (Lugano)
Bogno (in dialetto ticinese Bö́gn) è una frazione di 145 abitanti del comune svizzero di Lugano, nel Canton Ticino (distretto di Lugano). Fa parte del quartiere di Val Colla.

## Storia
Già comune autonomo che si estendeva per 4,22 km², nel 2013 è stato icorporato al comune di Lugano assieme agli altri comuni soppressi di Cadro, Carona, Certara, Cimadera, Sonvico e Valcolla. L'incorporazioneè stata decisa con votazione popolare del 20 novembre 2011 (62 voti favorevoli e 8 contrari) ed è entrata in vigore il 14 aprile 2013

## Monumenti e luoghi d'interesse
- Chiesa parrocchiale di San Rocco, attestata dal 1591[3].

## Società

### Evoluzione demografica
L'evoluzione demografica è riportata nella seguente tabella:
Abitanti censiti

## Amministrazione
Ogni famiglia originaria del luogo fa parte del cosiddetto comune patriziale ed ha la responsabilità della manutenzione di ogni bene ricadente all'interno dei confini della frazione. L'ufficio patriziale, rieletto il 26 aprile 2009, è presieduto da Adriano Reali.